# ロードショー (映画用語)
映画におけるロードショーとは、2008年現在の日本では「映画の封切り」と同義の用語となっているが、それが定着するに至るまでは、次のような変遷があった。

## 歴史
そもそもロードショーとは、主にアメリカの演劇界で使用された用語であった。既に実績がある劇団ならばともかく、新進気鋭の劇団の場合、いきなりブロードウェイでの上演を行うのはリスクが高く、興行主も手を出そうとしない。そこで、まずは地方を回って上演を行い、そこで評判を得て実績を積み重ね、最終的にブロードウェイでの上演を目指す、という形が取られた。
1929年のディズニーによる短編アニメ映画『ミッキーの浮かれ音楽団（原題: The Jazz Fool）』にもロードショーと書かれた幕が見受けられる。
このような「ブロードウェイよりも前に行う上演」のことが、一般に「ロードショー」と呼ばれるようになった。
ところが、この用語がアメリカの映画界に移入された際、「まずは、都市部で先行して上映を行い、そこでの評判や観客動員を、他の地方での上映規模等を検討する材料とする」という逆の意味に変質し、この「都市部での先行上映」のことが「ロードショー」と呼ばれるようになった。
日本の映画界には、最初はこのアメリカ映画界での定義が移入された。その結果、1980年代前半までは主に洋画において「最初は東京・大阪を始めとする数都市で先行上映し、その実績を踏まえて、その他の地方での上映を行う」という形態が導入され、この都市部での先行上映のことを「ロードショー」と称した。
その一方で、1970年代後半から「大作映画」と呼ばれる映画において、全国の100以上の映画館で同時に公開開始するという手法 が採用されるようになり、これを「全国一斉ロードショー」や「拡大ロードショー」と称するようになった。
以後、1990年代中盤までに従来の意味でのロードショーの形を取る映画はほぼ消滅したため、このころには冒頭に記したようにロードショーと封切りが同義語となっていた。
本来の封切日の前週や前々週の土・日や祝日などに限って映画館のスクリーンにかかる映画があるが、これらは劇場公開ではなく単に「上映」という扱いで、通常は「先行上映」「先々行上映」と呼ばれる。もともとは通常上映の最終回が終了したあとの、夜遅くから翌朝にかけて上映が行われたため「先行オールナイト」「先々行オールナイト」と呼ばれた（翌朝まで上映を行わず夜1回のみ上映の館では「先行レイトショー」「先々行レイトショー」と呼んだ）。しかし、2001年6月に行われた『A.I.』の先行オールナイトは、それまでの慣例を破って夜7時より開始され、これ以後、最終回終了後の深夜の時間のみを利用した上映を封切り前に行う作品が減少。「先行オールナイト」「先々行オールナイト」「先行レイトショー」「先々行レイトショー」という言葉の利用が減り、代わって「先行上映」という言葉が使われるようになった。

## ロードショー形式
1940年代のアメリカの映画館は、定員を厳格に守り、映写中は観客の出入を禁止するという上映スタイルであった。1947年（昭和22年）、有楽町スバル座は、こうしたアメリカ式の上映スタイルを「ロードショー形式」と呼び導入。初回の『アメリカ交響曲』は全席指定席で料金も割高であったが、一週間前に売り切れた。